# Schlampe
Schlampe bezeichnet umgangssprachlich abwertend eine „unordentliche, in ihrem Äußeren nachlässige und ungepflegte weibliche Person; schlampige Frau“ sowie eine Frau, „deren Lebensführung als unmoralisch angesehen wird“.  Mit Schlamper oder Schlunz existieren auch Begriffe mit ähnlicher Bedeutung für eine unordentliche männliche Person, die aber weitaus weniger geläufig sind und ohne sexuellen Kontext verwendet werden.

## Etymologie
Das Wort „Schlampe“ basiert auf der Wortfamilie „schlampen“ (Verb), „Schlamperei“, „Schlampigkeit“ (Substantiv) und „schlampig“ (Adjektiv). Damit wird eine flüchtig, unordentlich geleistete Arbeit, auch eine nachlässig gepflegte Person oder ein unordentliches Umfeld bezeichnet. Davon abgeleitet wird im 19. Jahrhundert das Wort Schlampe oder Schlumpe für ein schlotteriges (und daher aufreizendes, weil leicht zu entledigendes) Kleidungsstück, insbesondere ein Nachthemd für Frauen (Nachtschlumpe), worauf das hier behandelte Pejorativ für Frauen basiert. Im Deutschen Wörterbuch von 1899 steht, dass „die schlampe (…)  eigentlich der schlotternde, unordentlich herabhängende weiberrock (ist)“ und „dann übertragen auf die personen: nachlässig gekleidet, unordentlich, schmutzig einhergehen, auch faul, nachlässig, müszig, mit schleppendem gange einher gehen, lüderlich sich herum treiben: den ganzen tag im hause, auf der strasze herumschlampen“.
Pierer’s Universal-Lexikon nannte 1859 neben „eine in Kleidung u. Betragen liederliche Weibsperson“ die Bedeutungen in der Jägersprache Geschlampe für eine Nahrung aus Brot und Wasser für Jagdhunde sowie eine „unreinlich zubereitete kraftlose Speise“. Ferner handelte es sich um einen Fachbegriff in der Spiritusfabrikation. Ebenso führt das Deutsche Wörterbuch der Brüder Grimm auf: „schlampe und schlämpe, auch schlempe geschrieben, dünnbreiiges futter für kühe, schweine, hunde, dann verächtlich von einem für menschen bestimmten schlechten breie, einer dünnen, kraftlosen suppe, auch von fadem kaffee und schlechtem biere. […] schlampe, eine dicke hundssuppe von brod und wasser eingerühret. […] schlempe, rückstand beim branntweinbrennen, als viehfutter benutzt.“
Das etymologische Wörterbuch nach Pfeiffer stellt fest, dass Schlampe für eine ‘unordentliche, nachlässige, ungepflegte Frau’ bereits im 17. Jahrhundert gebildet wurde, zu dem Verb schlampen ‘lose und nachlässig herabhängen, (um den Körper) schlenkern’. Im 15. Jahrhundert bedeutete im Frühneuhochdeutschen schlampen ‘schlaff herabhängen’. Sowohl Substantiv wie auch Verb „gehören zu einer vor allem in den Mundarten verbreiteten und semantisch weiterentwickelten Wortgruppe“, wie „schlampen ‘nachlässig gehen, sich herumtreiben, gierig und geräuschvoll essen’, Schlamp ‘Schleppe (am Kleid), Schwelgerei, Gelage, nachlässiger, ungepflegter Mensch’.“  Des Weiteren  ist ein Zusammenhang mit Schlamm und eine „Rückführung auf ie. *(s)lemb(h)-, die nasalierte Form der unter Lappen genannten Wurzel ie. *lē̌b-, *lō̌b-, *lā̌b- ‘schlaff herabhängen(d)’, die hier, wie auch in schlafen, schlaff, schlapp […], mit anlautendem s- auftritt“ wahrscheinlich.
Der Duden nennt als Synonyme „(mitteldeutsch und norddeutsch salopp abwertend) Schlunze; (landschaftlich) Schluse, Vettel, Zottel; (landschaftlich abwertend) Lusche, Schlampampe; (landschaftlich umgangssprachlich abwertend) Ruschel; (landschaftlich, besonders süddeutsch) Stranze; (landschaftlich veraltend) Strunze“.
Literarisch verwendet wurde die Figur Frau Schlampampe in zwei Satiren von Christian Reuter, das daraufhin zu einem geflügelten Wort wurde.

## Verwendung in sexueller Konnotation
Ursprünglich hatte dieses Schimpfwort keine sexuelle Konnotation, sondern bezog sich hauptsächlich auf die Haushaltsführung, das Verhalten oder das äußerliche Erscheinungsbild einer Frau. Abgeleitet davon gab es bezüglich der ungeordneten Lebensweise eine Bedeutungserweiterung Richtung eines ungeordneten Liebeslebens und damit einer vermuteten Promiskuität. So wurde etwa schon in Wörterbüchern Anfang der 1900er Jahre Schlampe als „nachlässige, indolente Weibsperson, meist auch sittlich anrüchig“ bezeichnet.
In der heutigen Umgangssprache, wie auch in der Jugendsprache, wird es für eine Frau bzw. ein Mädchen mit einem realen oder angenommenen promiskuitiven Lebenswandel genutzt und ersetzt damit das im Deutschen inzwischen veraltete Wort Flittchen. Es hat sich eingebürgert als Übersetzung für das englische „bitch“ oder „slut“. Während die Wörter Schlampe und Flittchen einen eher lustorientierten Lebenswandel mit häufig wechselnden Geschlechtspartnern beschreiben, unterstellen die Wörter Nutte und Hure demgegenüber gewerbsmäßige Prostitution, wobei die Grenze je nach moralischem Werteverständnis fließend ist. Insbesondere unter gleichaltrigen Mädchen wird das Wort Schlampe zur Rufschädigung als starkes Schimpfwort für Mädchen oder Frauen, die nicht den sexuellen Normvorstellungen entsprechen, verwendet. Im feministischen Diskurs wird kritisiert, dass es dazu kein männliches Pendant gibt. Nach Haeberle werden auch heute noch häufig wechselnde Sexualpartner bei Frauen und Männern unterschiedlich beurteilt, was als Anzeichen eines patriarchalischen Gesellschaftssystems gilt.
Analog zu Wörtern wie Queer, lesbisch und schwul haben sich seit 1999 im deutschsprachigen Raum überwiegend homosexuelle Frauen, welche in nichtmonogamen Beziehungen leben (Polyamory), den Begriff angeeignet und eine politische Plattform, die „Schlampagne“, gegründet, welche das Wort selbstbewusst als Geusenwort verwendet. Dies entspricht der Verwendung des Wortes „slut“ in der angloamerikanischen Polyamory-Subkultur. Aufgrund des durch Vergewaltigungsmythen resultierenden Täter-Opfer-Umkehr entwickelten sich 2011 von Kanada aus international organisierte Slutwalks.
In der öffentlichen Wahrnehmung trugen zudem Lieder wie Schlampenfieber (1992) und Die Schlampen sind müde (1997) des Gesangsduos Rosenstolz oder die Namensgebung von Künstlern wie den Fabulösen Thekenschlampen zum Prozess einer semantischen Erweiterung und differenzierteren Sichtweise bei. In deren Liedern finden sich in Bezug auf Schlampe keine eindeutigen Festlegungen zum Geschlecht in Form sexueller Orientierung.

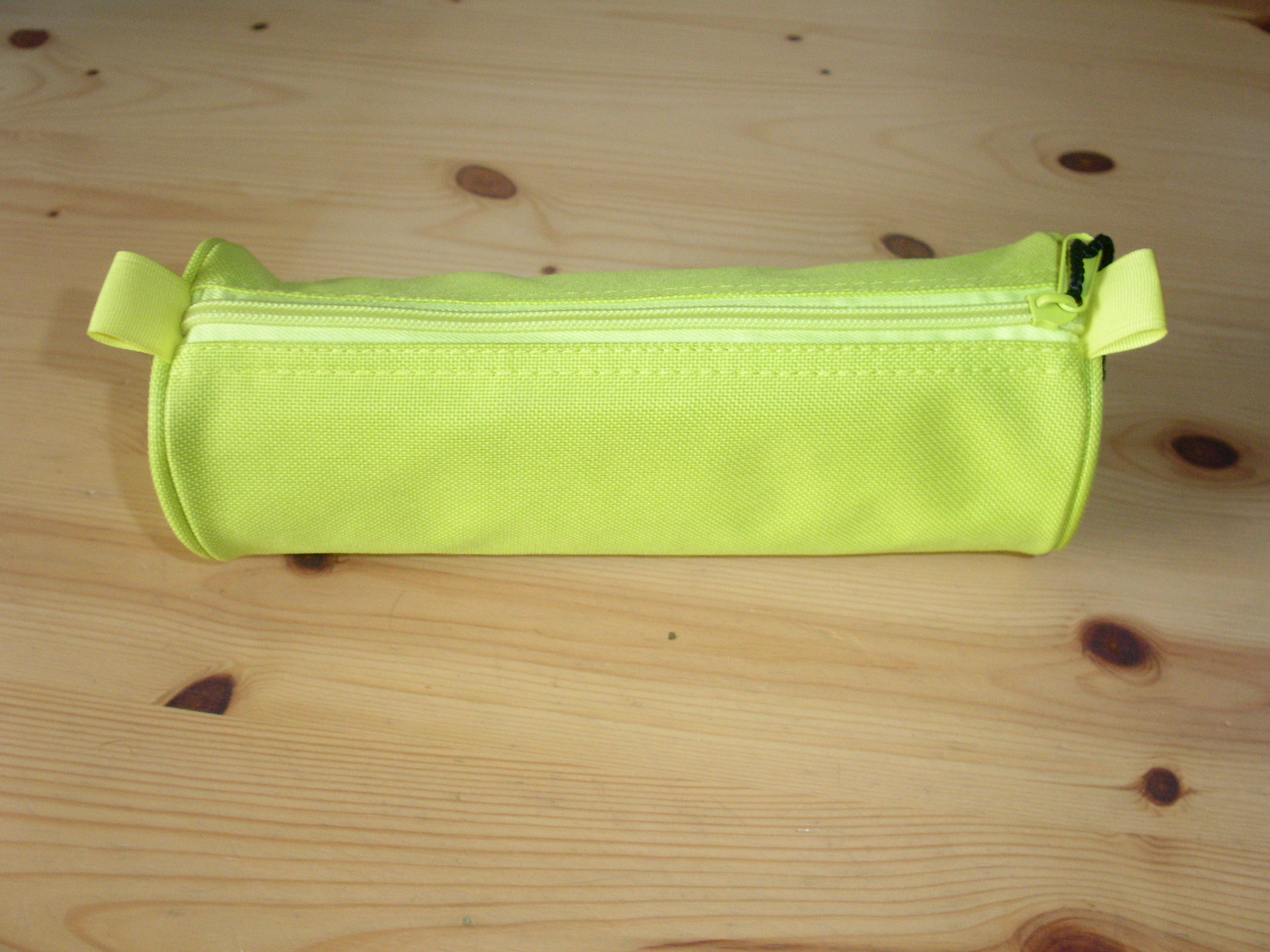
Ein Schlampermäppchen

## Weitere Bedeutung
Eine besondere Form des Federmäppchens, in dem die Schreibutensilien unsortiert aufbewahrt werden, wird umgangssprachlich ebenfalls als Schlamper oder Schlampermäppchen bezeichnet.